# Rosy Ocampo
Rosy Ocampo (Cidade do México, 11 de novembro de 1959) é uma produtora e diretora de televisão mexicana.

## Biografia
Rosy Ocampo perdeu sua  mãe aos 13 anos de idade, mas sempre contou com apoio do seu pai, ela pensou em trabalhar para poder pagar os gastos da universidade, por conta da situção econômica de sua família, mesmo assim estudou Comunicação na Universidad Iberoamericana, graças a suas boas notas ela ganhou bolsa integral de estudos.
Ingressou na Televisa como assistente em 1980, trabalhando com o  produtor mexicano Guillermo Díaz. Em 1983 ela integra como produtora associada a terceira temporada de Plaza Sésamo a cargo de Fernando Moret. No ano siguinte foi convidada pela Televisa para produzir a quarta temporada de Plaza Sésamo. Ao trabalhar nesta série, Rosy desenvolve uma paixão pela programação televisiva feita para crianças.
Na década de 1990 produziu diversas telenovelas de teme infantil, entre elas: El diario de Daniela, Amigos X Siempre, Rayito de luz, Aventuras en el tiempo, Cómplices al rescate, Alegrijes y Rebujos e Misión S.O.S. Devido a sua capacidade e conhecimento em audiência infantil, a empresa decidiu criar Televisa Niños sob o comando de Rosy Ocampo, com o propósito de agrupar os produtos infantis do grupo com o compromiso de gerar conteúdos de qualidade. Graças a essas produções Rosy, descobriu muitos talentos infantis como: Daniela Luján, Belinda, Danna Paola, Allison Lozano, Christopher Uckermann, Anahí, Martín Ricca entre outros.
Depois de La fea más bella, Rosy cria a Direção de Inovação, uma área que entre suas atividades está a de gerar historias originais diferentes, entre elas, se encontram: Las tontas no van al cielo, Camaleones y La Fuerza del Destino.
Atualmente a produtora se dedica as telenovela da saga Vencer (Vencer el Miedo, Vencer el Desamor, Vencer el Pasado, Vencer la Ausencia e Vencer la Culpa), que tem como seu tema principal, o feminismo e temas atuais sendo debatidos por meio de 4 protagonistas mulheres.   

## Trabalhos

### Telenovelas
- 2024 - Papás por conveniencia
- 2023 - Vencer la culpa
- 2022 - Vencer la ausencia
- 2021 - Vencer el pasado
- 2020 - Vencer el desamor
- 2020 - Vencer el miedo
- 2017 - La doble vida de Estela Carrillo
- 2015 - Antes Muerta que Lichita[4]
- 2013 - Qué pobres tan ricos
- 2013 - Mentir para vivir
- 2012 - Por ela... sou eva
- 2011 - La Fuerza del Destino
- 2009 - Camaleones
- 2008 - Las tontas no van al cielo
- 2007 - Amor sin maquillaje (minisérie)
- 2006 - A feia mais bela
- 2004 - Misión S.O.S.
- 2003 - Alegrifes e Rabujos
- 2002 - Cúmplices de um resgate
- 2001 - Aventuras en el tiempo
- 2000 - Rayito de luz
- 2000 - Amigos x siempre
- 1998 - El diario de Daniela
- 1997 - Corazón de oro (Licenciada para mais de 30 países)

### Programas
- 2008 - Big Brother
- 2004 - Código F.A.M.A. 2
- 2003 - Código F.A.M.A.
- 1983 - Plaza Sésamo